# Scaptodrosophila cederholmi
Scaptodrosophila cederholmi är en tvåvingeart som först beskrevs av Toyohi Okada 1988.  Scaptodrosophila cederholmi ingår i släktet Scaptodrosophila och familjen daggflugor.
Artens utbredningsområde är Sri Lanka. Inga underarter finns listade i Catalogue of Life.